# Martin Ralph Brittan
Martin Ralph „Marty“ Brittan (* 28. Januar 1922 in San José, Kalifornien; † 24. Mai 2008 in Folsom, Kalifornien), auch als Martin R. Brittan zitiert, war ein US-amerikanischer Ichthyologe.

## Leben
Brittan war der Sohn von Ralph Hinton und Addie Belle Brittan, geborene Martin. Sein Vater war ein Geschäftsmann, der mit Farben und Innendekoration handelte, und seine Mutter war eine Hausfrau. Im Alter von etwa zehn Jahren begann Brittan eine lebenslange Faszination für Aquarienfische, die den Mittelpunkt seines Berufslebens bildete. Mit der Hilfe und Ermutigung eines Schulkameraden begann er, mit dem Geld, das er als Zeitungsjunge verdiente, eine Reihe von Zierfischen zu kaufen und zu züchten. Schon bald lernte Brittan die Verhaltensmerkmale der verschiedenen Arten kennen und passte seine Aufzuchtmethoden den Erfordernissen an. Zudem machte er sich mit Zeitschriften wie The Aquarium, dessen Herausgeber zu dieser Zeit George Sprague Myers (1905–1985) war, und Aquarienbüchern wie Exotic Aquarium Fishes von William Thorton Innes (1874–1969) vertraut. 1935, als Brittan 13 Jahre alt war, starben seine Eltern, seine Großmutter und ein Onkel. Er und sein zwei Jahre jüngerer Bruder wuchsen daraufhin mit Unterstützung anderer Verwandter bei einer Tante in San José auf. Hier besuchte er auch die High School, wo sein Interesse an der Natur gefördert und er in die Botanik und Ornithologie eingeführt wurde.
Brittan besuchte ab 1940 das San José State College und entschied sich, nachdem er zunächst Kunst als Studienfach in Erwägung gezogen hatte, für Biowissenschaften als Hauptfach. In dieser Einrichtung kam er in Kontakt mit zwei renommierten Professoren, Gayle Benjamin Pickwell (1899–1949), ein Ornithologe, der auch Ichthyologie und Wirbeltierbiologie unterrichtete, und Carl Dudley Duncan (1895–1966), bei dem Brittan die Fächer Botanik und Entomologie belegte.
Im September 1942 trat Brittan in das U.S. Army Enlisted Reserve Corps ein und wurde im April 1943 zum aktiven Dienst in der Armee einberufen. Er diente hauptsächlich in den klinischen Labors des Army Medical Service (heute U.S. Army Medical Department), zunächst im Oakland Regional Hospital in Kalifornien und dann im Fitzsimons Army General Hospital in Denver, Colorado, wo er bis zu seiner Entlassung im Mai 1946 als Labortechniker arbeitete und an Autopsien teilnahm. 
Nach seinem Militärdienst kehrte er an das San José State College zurück, wo er 1946 seinen Bachelor-Abschluss erwarb. Anschließend entschied er sich für ein Ichthyologie-Studium und schrieb sich im Rahmen der G. I. Bill of Rights an der Stanford University ein. 
Im Sommer 1947 lernte Brittan während seiner Tätigkeit als Ranger im Yosemite-Nationalpark Ruth Luebke kennen. Sie heirateten im August desselben Jahres und hatten zwei Töchter, Penelope Sue (* 1948) und Pamela Lynne (1949–1975). 
1948 erschien sein erster wissenschaftlicher Artikel The chipmunks of the Yosemite region.
1951 wurde er mit der Dissertation Contributions to a Revision of the Cyprinid Genus Rasbora zum Ph.D. promoviert. Die Bärblingsgattung Rasbora bildete im Verlauf seiner wissenschaftlichen Karriere einen Forschungsschwerpunkt. 
In der Erwartung, dass diese Gattung etwa 20 gültige Arten umfasst, bestätigte er schließlich 45 Rasbora-Arten, von denen neun neu für die Wissenschaft waren. Heute gibt es 88 anerkannte Arten der Gattung. Seine Dissertation wurde 1954 als Buch unter dem Titel A Revision of the Indo-Malayan Fresh-Water Fish Genus Rasbora veröffentlicht, und 1971 erschien eine überarbeitete Ausgabe. Im Jahr 1958 erhielt er von der International Federation of Aquarium Societies eine Plakette für seine herausragende Arbeit über die Fische der Gattung Rasbora. 
1949 nahm er eine Assistenzprofessur an der South Dakota School of Mines and Technology in Rapid City, South Dakota, an, wo er das einzige Mitglied der biologischen Abteilung war.
Von 1950 bis Herbst 1953 war er Lehrbeauftragter im Fachbereich Biowissenschaften am San Diego State College. Anschließend wechselte er als Assistenzprofessor an die Fakultät für Biowissenschaften des Sacramento State College (heute California State University, Sacramento, CSUS), der er 40 Jahre lang angehörte. Im Jahr 1956 war er stellvertretender Vorsitzender des Fachbereichs und stieg zum außerordentlichen Professor auf. 1962 wurde er ordentlicher Professor, bevor er im Juni 1993 emeritiert wurde. 
Brittan lehrte an der Sacramento State Ichthyologie, allgemeine Biologie, Zoologie, Ökologie, Evolution, Süßwasser- und Meeresbiologie, Fischereibiologie, biologischen Naturschutz und Zoogeographie. Er unterrichtete auch an den Moss Landing Marine Laboratories in Moss Landing, Kalifornien. Während der Sommermonate unternahm er mit seinen Studenten häufig Exkursionen, meist in die Berge oder in die Wüstenebene. Brittan unterhielt Aquarien, wo die Fische in erster Linie zu Lehr- und Versuchszwecken eingesetzt wurden, um das Verhalten und die Lebensgeschichte zu veranschaulichen.
Zur Zeit der großen Naturschutzbewegungen der 1970er und 1980er Jahre war Brittan zusammen mit Joye Harold Severaid (1915–1987) federführend an der Erweiterung des Lehrplans der Hochschule beteiligt, der neben den traditionellen, grundlegenden Biologiekursen auch spezialisierte Angebote in den Bereichen Ökologie, Fischereibiologie, aquatische Biologie, Wildtierbiologie und Biogeografie vorsah. 
Brittan unternahm mit seinen Studenten Reisestudiengänge nach Alaska, Mexiko, Mittelamerika und in die Karibik. Er war die erste Person an der Sacramento State University, die Studiengruppen außerhalb der USA und in Übersee leitete, darunter Europa (dreimal), Afrika, Indien, Südamerika und die ganze Welt, einschließlich Asien und Hawaii. Brittan führte Feldforschungen in einer Reihe von Gebieten durch, darunter 1956 die Teilnahme an einem Projekt über Korallenfische auf den Palauinseln, Yap und Saipan, das von der George Vanderbilt Foundation in Stanford unter der Leitung von Bob Rofen finanziell gefördert wurde, wobei die Feldarbeiten von Herman Adair Fehlmann (1917–2005) überwacht wurden. 
Er nahm auch an zahlreichen Exkursionen zu verschiedenen Orten auf dem amerikanischen Festland, in Alaska (1959), Mexiko (1952 und 1979), Brasilien (1964, 1966 und 1974) und Costa Rica (1962 und 1973) teil. Viele dieser Expeditionen dienten in erster Linie Lehrzwecken in der Umweltbildung, jedoch wurden auch zahlreiche Fische gesammelt. 
Von August bis Dezember 1991 war er Gastprofessor an der Universität Khon Kaen in Thailand, wo er Vorlesungen hielt und Forschungen durchführte. Brittan war im Laufe der Jahre auch als Umweltberater für verschiedene Behörden tätig, darunter in der Ortschaft Merced in Kalifornien, für die Tudor Engineering Company in den Jahren 1965 bis 1966 und für Salvita Acuario in Belém, Brasilien, in den Jahren 1968 bis 1970. 
Brittan verband eine rund 40 Jahre andauernde enge Freundschaft mit dem Ichthyologen Herbert Richard Axelrod (1927–2017). Mit dessen finanzieller Unterstützung unternahm er 1964 eine Expedition ins Amazonasbecken. Später begleitete er Axelrod auf Reisen nach Europa und ins tropische Südamerika, darunter auf zwei Exkursionen (1966 und 1974) zum Amazonas als beratender Ichthyologe. Diese Reisen dienten in erster Linie dazu, neue Arten von Fischen für den Aquariumhandel zu finden. Hierüber verfasste und illustrierte Brittan zahlreiche Berichte, die in Axelrods Zeitschrift Tropical Fish Hobbyist (TFH) veröffentlicht wurden. 
Brittan wurde 1947 Mitglied der American Society of Ichthyologists and Herpetologists. Zudem war er Mitglied der American Fisheries Society (wo er als zertifizierter Fischereiwissenschaftler fungierte), der Neotropical Biology Association, des Desert Fishes Council, der Western Society of Naturalists, der Pacific Fisheries Biologists und der Gilbert Ichthyological Society. Im Laufe der Jahre war er auch Mitglied einer Reihe von Naturschutzorganisationen, darunter des Sierra Clubs, des Natural Resources Defense Council, der Nature Conservancy und der National Parks Conservation Association.

## Dedikationsnamen
Jacques Géry benannte 1965 die Gattung Brittanichthys, Axelrod 1978 die Art Kottelatia brittani und Karunakaran Rema Devi sowie A. G. K. Menon benannten 1992 die Art Horadandia brittani nach Brittan.

## Erstbeschreibungen von Martin Ralph Brittan
- Rasbora bunguranensis Brittan, 1951
- Rasbora sarawakensis Brittan, 1951
- Rasbora aprotaenia Hubbs & Brittan, 1954
- Rasbora baliensis Hubbs & Brittan, 1954
- Rasbora hubbsi Brittan, 1954
- Rasbora myersi Brittan, 1954
- Rasbora nematotaenia Hubbs & Brittan, 1954
- Rasbora spilotaenia Hubbs & Brittan, 1954
- Rasbora tubbi Brittan, 1954
- Rasboroides Brittan, 1954
- Stygichthys typhlops Brittan & Böhlke, 1965
- Sundadanio axelrodi (Brittan, 1976)